# Grodzisko na Sokolicy w Będkowicach
Grodzisko na Sokolicy w Będkowicach,  Grodzisko Sokole – pozostałości dawnego grodu na szczycie skały Sokolica we wsi Będkowice w województwie małopolskim, w powiecie krakowskim, w gminie Wielka Wieś.
Sokolica wznosi się w orograficznie lewym zboczu Doliny Będkowskiej na Wyżynie Olkuskiej i jest najwyższą skałą na całej Wyżynie Krakowsko-Częstochowskiej. Wznosi się na wysokość 425 m n.p.m. a jej wysokość względna nad płaskim dnem doliny wynosi około 100 m. Z trzech stron opada pionowymi wapiennymi ścianami, które są jednym z bardziej popularnych obiektów wspinaczki skalnej. Te skalne ściany stanowią naturalną barierę obronną dla ewentualnych najeźdźców. Jej platforma wierzchołkowa to prawie pozioma, dość rozległa rówień. Tylko od wschodniej strony jest łatwo dostępna, gdyż nad wierzchowiną wznosi się niewiele.
Na płaskiej platformie szczytowej Sokolicy archeolodzy odkryli pozostałości grodu, który prawdopodobnie istniał od VIII wieku i był jednym z najsilniej umocnionych grodów Wiślan. Dostępny był tylko od wschodniej strony. Aby najeźdźcom uniemożliwić zdobycie grodu, wykonano głęboką, suchą fosę, a po obydwu jej stronach wały ziemne. Różnica wysokości między dnem fosy i szczytem wewnętrznego wału wynosiła około 20 m, a długość wałów około 100 m. Fosa i pozostałości wałów są widoczne do dzisiaj. Wał zewnętrzny stanowił pierwszą linię obrony. Wyższy wał wewnętrzny mógł być dodatkowo wzmocniony ostrokołem lub płotem.
Po raz pierwszy grodzisko badali w 1909 r. archeolodzy Leon Kozłowski (późniejszy premier Polski) i Stanisław Jan Czarnowski. Znaleźli kawałki ceramiki, wyroby z krzemienia i z żelaza oraz kości ówczesnych zwierząt domowych. Znaleziono także przedmioty metalowe i ceramiczne wytworzone przez ludzi kultury łużyckiej z przełomu pierwszego i drugiego tysiąclecia przed naszą erą. Gród użytkowany był do czasów Władysława Łokietka. Tak długi okres użytkowania grodu świadczy o wybitnych walorach obronnych tego miejsca.
Na szczyt Sokolicy najłatwiej można dojść polną drogą od cmentarza w Będkowicach.

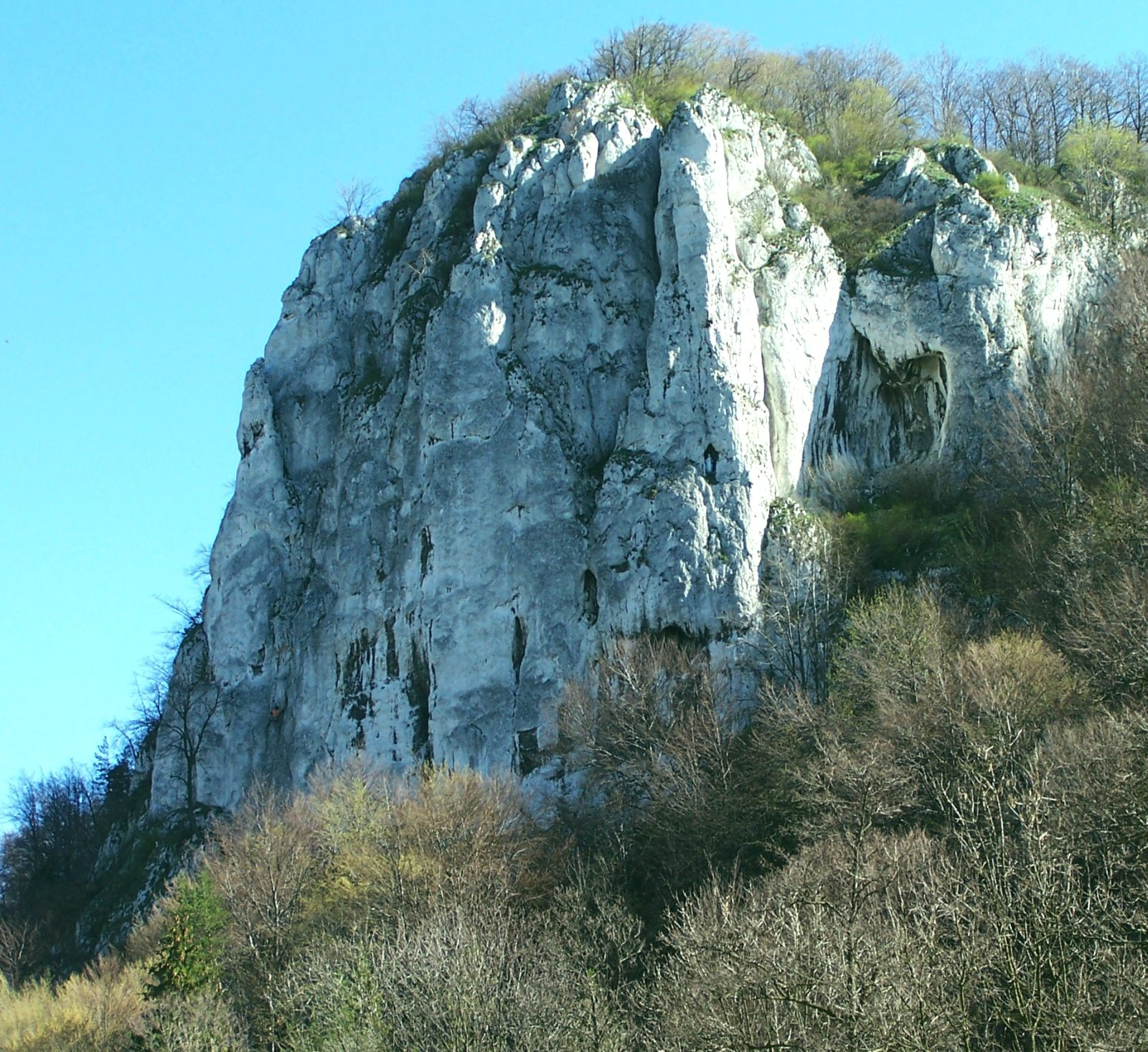
Sokolica od południowej strony
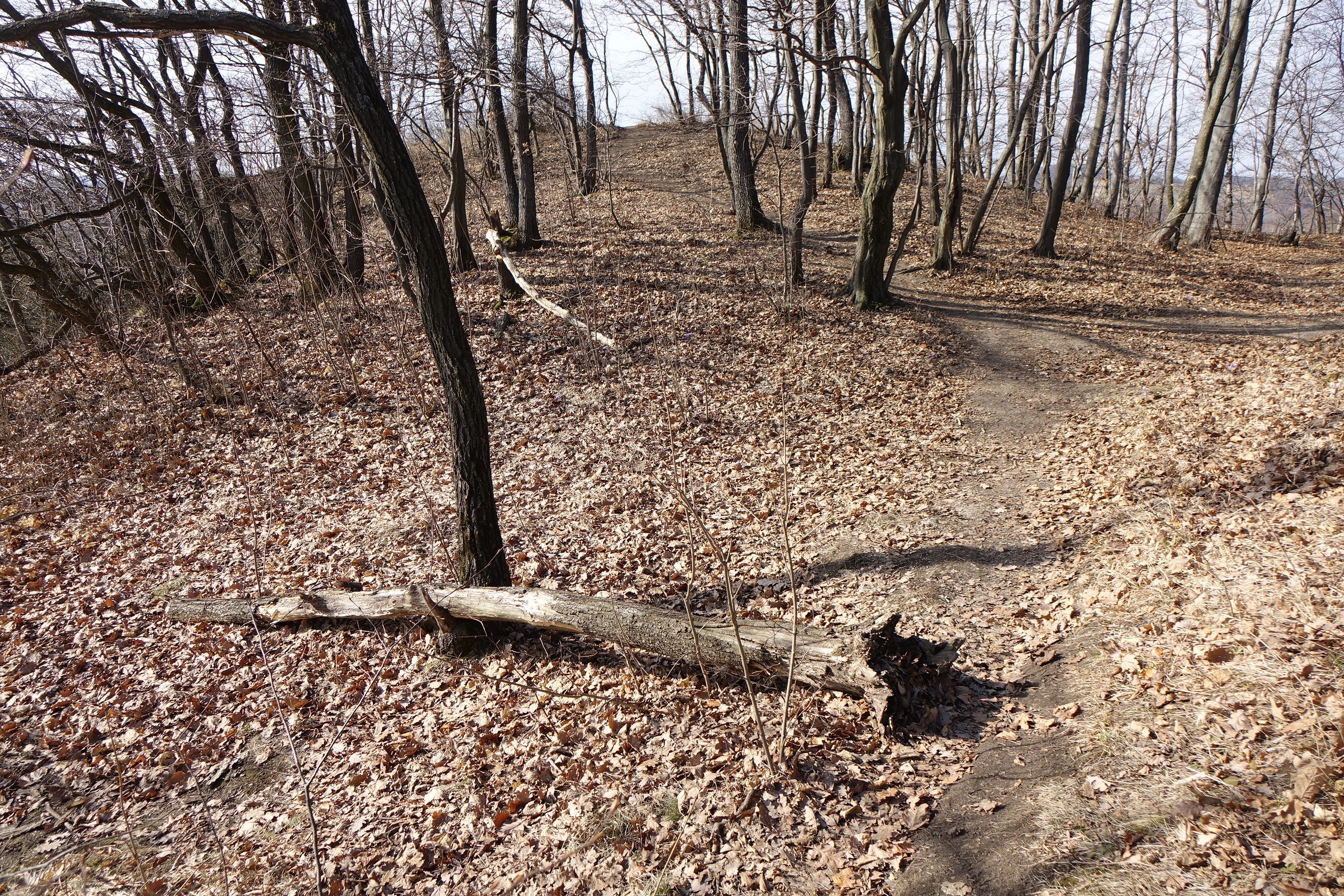
Szczyt Sokolicy
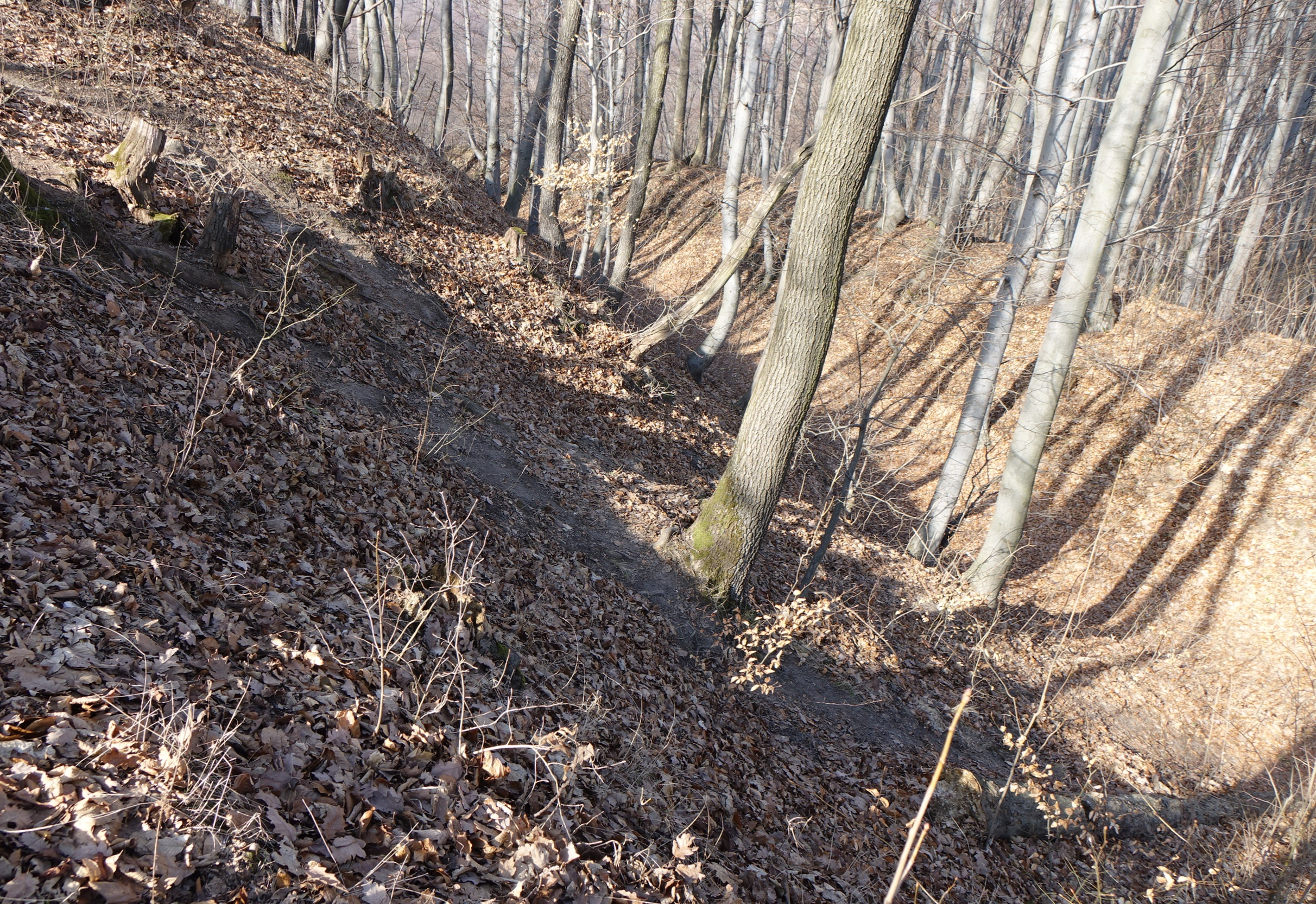
Fosa i ziemne wały
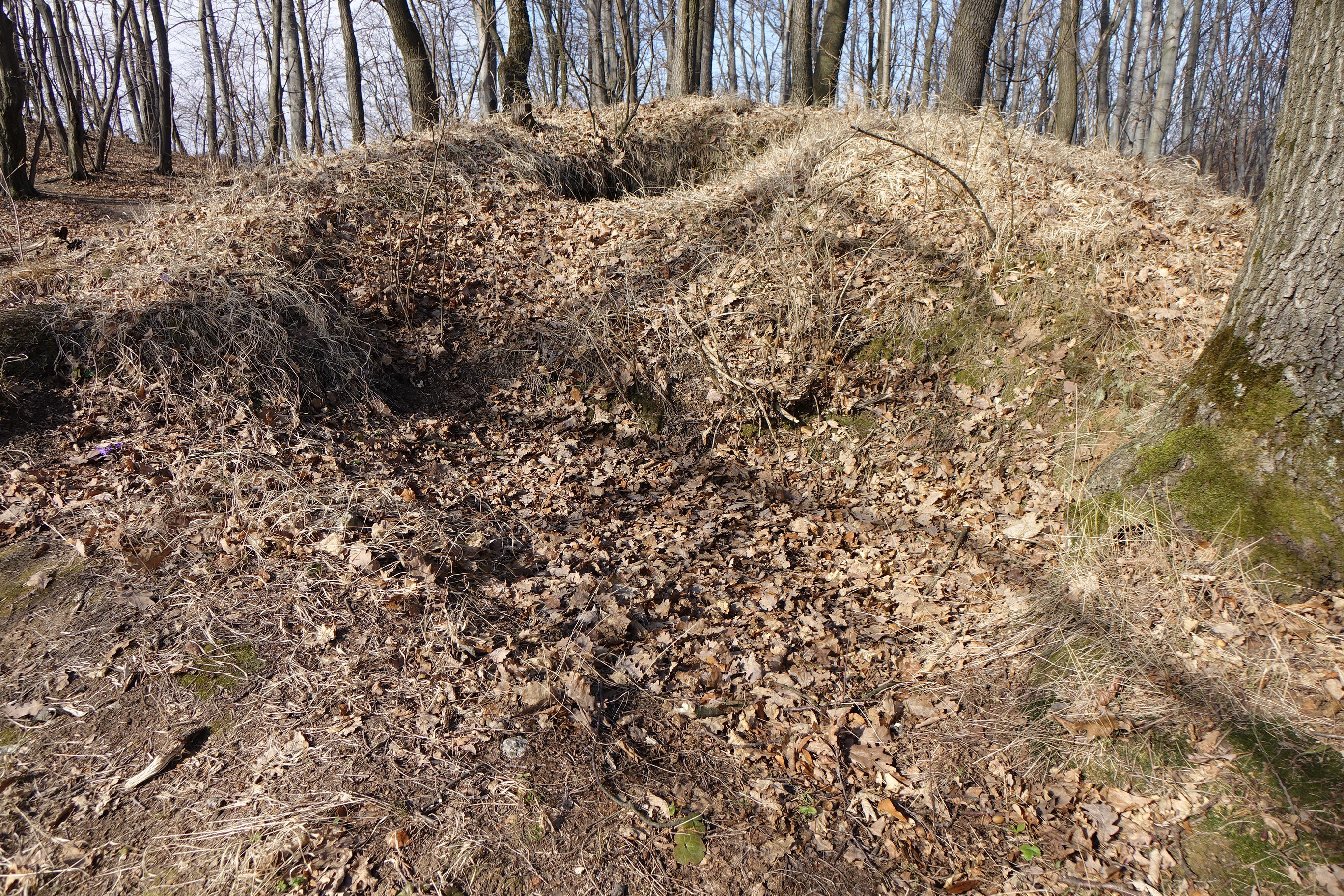
Doły po wykopaliskach
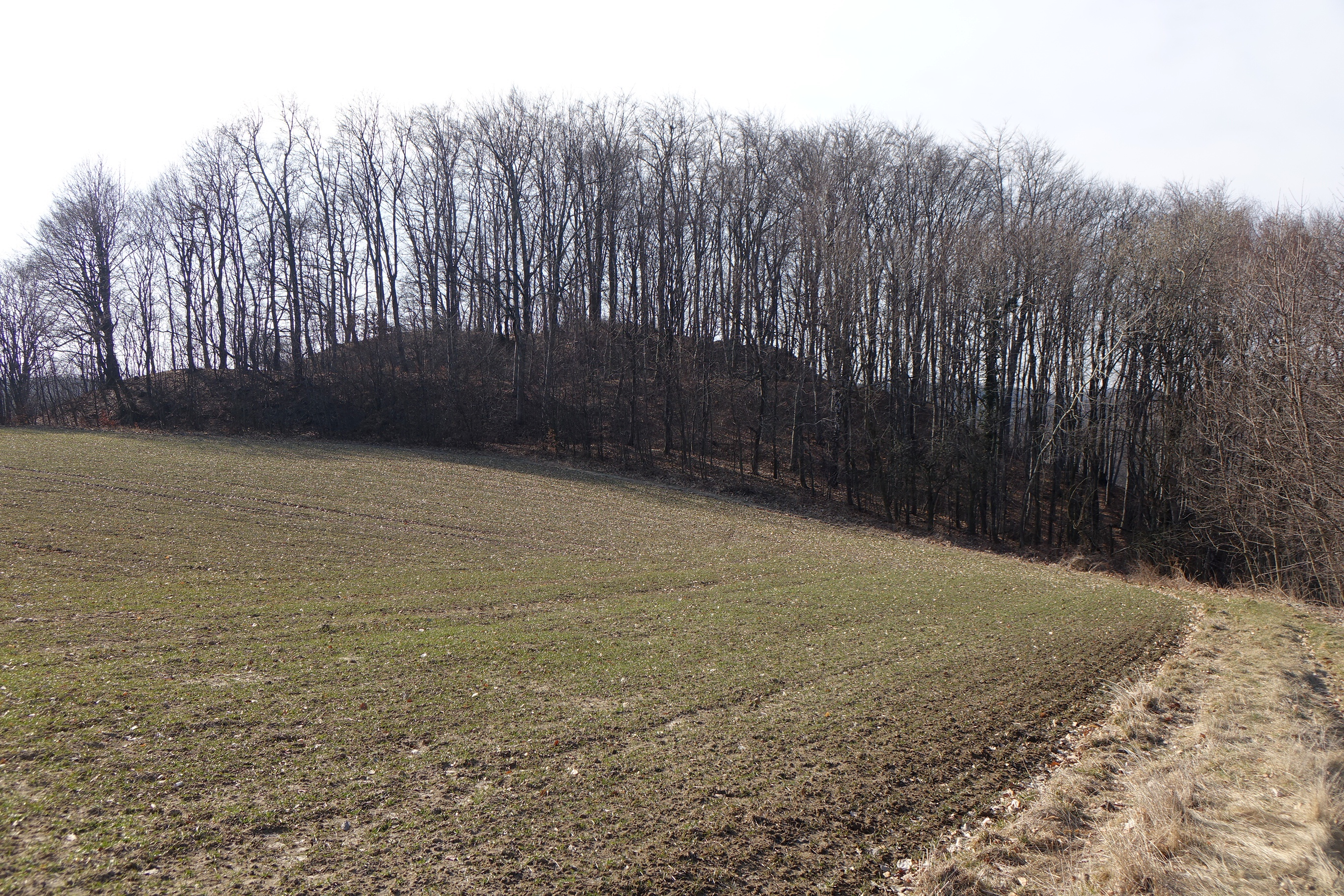
Sokolica od wschodu

Niewielki gród istniał również na znajdującej się w niewielkiej odległości na południe od Sokolicy skale Wysoka.